# Danmarks ambassade i Pretoria
Danmarks ambassade i Pretoria er Danmarks officielle repræsentation i Sydafrika. Ud over Sydafrika dækker ambassaden også diplomatiske relationer til Angola, Botswana, Eswatini, Lesotho, Mozambique, Namibia, Zambia og Zimbabwe. Derudover arbejder ambassaden med regionale organisationer som Southern African Development Community (SADC) og Common Market for Eastern and Southern Africa (COMESA). Danmarks ambassade i Pretoria varetager en bred vifte af opgaver, herunder at styrke diplomatiske og politiske relationer, yde konsulære tjenester til danske borgere, fremme økonomiske og handelsmæssige forbindelser samt engagere sig i strategisk sektorsamarbejde inden for områder som energi, vand og smart city-udvikling. Den nuværende danske ambassadør i Pretoria er Elsebeth Søndergaard Krone.

## Historie
Danmark og Sydafrika har stærke relationer, der går tilbage til Danmarks støtte til kampen mod apartheid. I overgangsperioden fra apartheid og frem til 2010 havde Danmark og Sydafrika et omfattende udviklingssamarbejdsprogram. Ambassaden i Pretoria blev etableret i 1994, samme år som Sydafrika overgik til demokrati, hvilket markerede begyndelsen på de diplomatiske forbindelser mellem Danmark og det nye Sydafrika.